# 피에르 은장카
피에르 자카 은장카베야카(프랑스어: Pierre Djaka Njanka-Beyaka, 1975년 3월 15일 ~ )는 카메룬의 축구 선수로 포지션은 센터백이다. 1998년 FIFA 월드컵 조별 리그에서 오스트리아를 상대로 득점을 기록했었다.

## 경력
- 1998년 FIFA 월드컵 국가대표
- 2000년 아프리카 네이션스컵 국가대표
- 2001년 FIFA 컨페더레이션스컵 국가대표
- 2002년 FIFA 월드컵 국가대표
- 2003년 FIFA 컨페더레이션스컵 국가대표
- 2004년 아프리카 네이션스컵 국가대표

## 수상
스트라스부르
- 2000-01 쿠프 드 프랑스 우승

 아레마 말랑
- 2009-10 리가 슈퍼 인도네시아 우승

 카메룬
- 2000년 아프리카 네이션스컵 우승
- 2003년 FIFA 컨페더레이션스컵 준우승